# Pointe-à-Callière, cité d'archéologie et d'histoire de Montréal
Pour les articles homonymes, voir Callière.
Pointe-à-Callière, Cité d'archéologie et d'histoire de Montréal est une institution muséale montréalaise consacrée à l'histoire et à l'archéologie de Montréal. Il est le seul musée d'archéologie d'envergure au Canada. Il se trouve sur le lieu de la fondation de Montréal, la Pointe-à-Callière.

## Historique
Le musée doit notamment sa réalisation aux importantes découvertes archéologiques effectuées sur les lieux dès les années 1980. Marquant l'entrée du Musée, l'Éperon est un bâtiment, élevé sur les fondations de son prédécesseur – l'édifice de la Royal Insurance Company (1860-1950). Comme celui-ci, il possède une forme triangulaire et une tour, qui domine le port de Montréal.
En fait, le musée est indissociable de son site, la Pointe-à-Callière. Inauguré au printemps 1992 dans le cadre des fêtes entourant le 350e anniversaire de Montréal, la création du musée est le résultat de plus de dix ans de fouilles archéologiques. Déposé sur des sols qui témoignent de plus de 1000 ans d'activité humaine, il abrite aussi des vestiges importants, mis en valeur in situ.

## Description
Le musée regroupe sept composantes principales : 
- l'Éperon: bâtiment moderne qui a reçu de nombreux prix d'architecture, notamment le Grand Prix d'excellence de l'Ordre des Architectes du Québec, en 1993[3]. Le belvédaire offre un panorama sur la ville et le Fleuve.
- la crypte archéologique en sous-sol
- l'édifice rénové de l'Ancienne-Douane
- la Station de pompage D'Youville
- la Maison-des-Marins

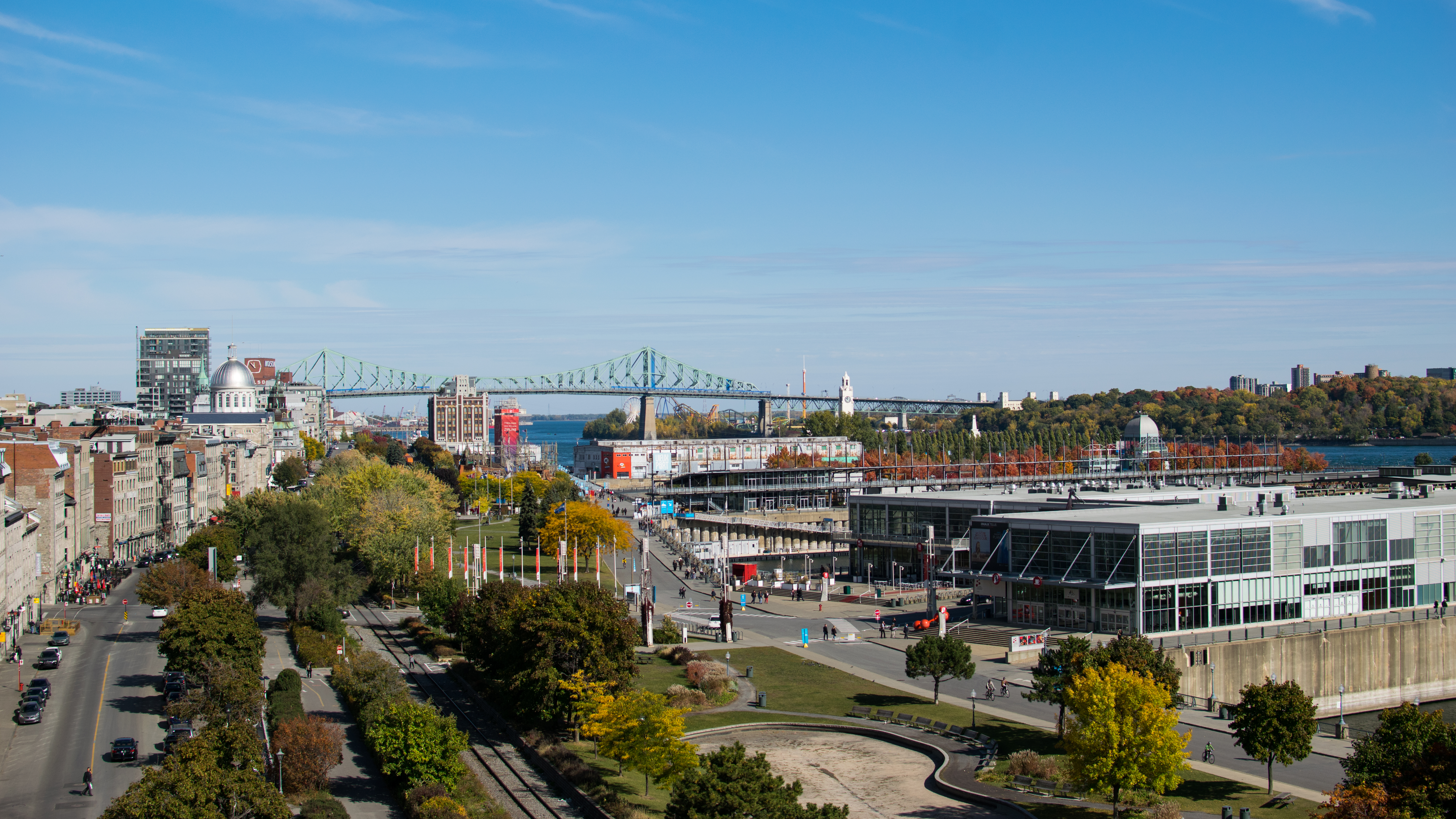
Vue depuis le belvédère
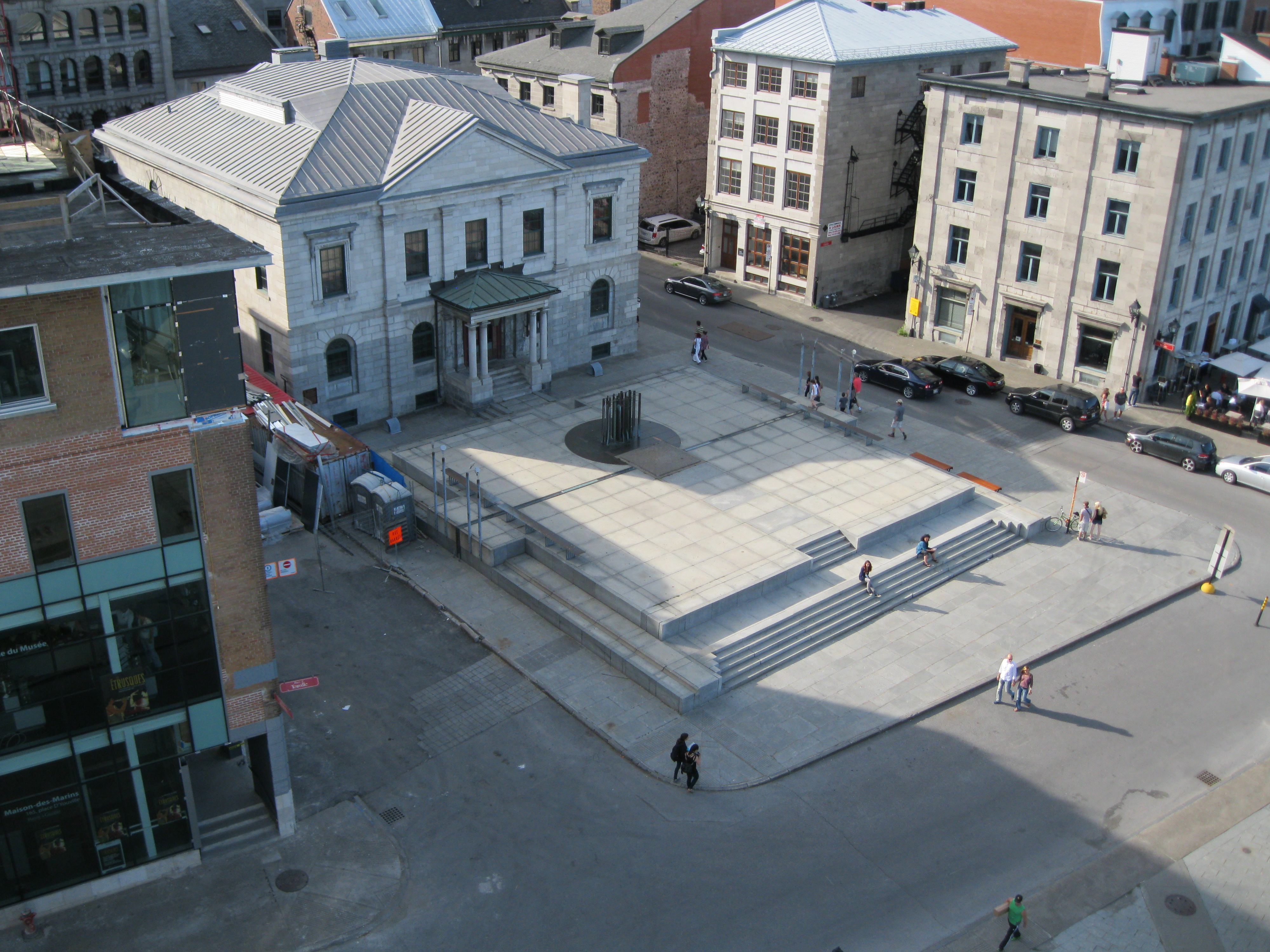
Ancienne-Douane et Place Royale
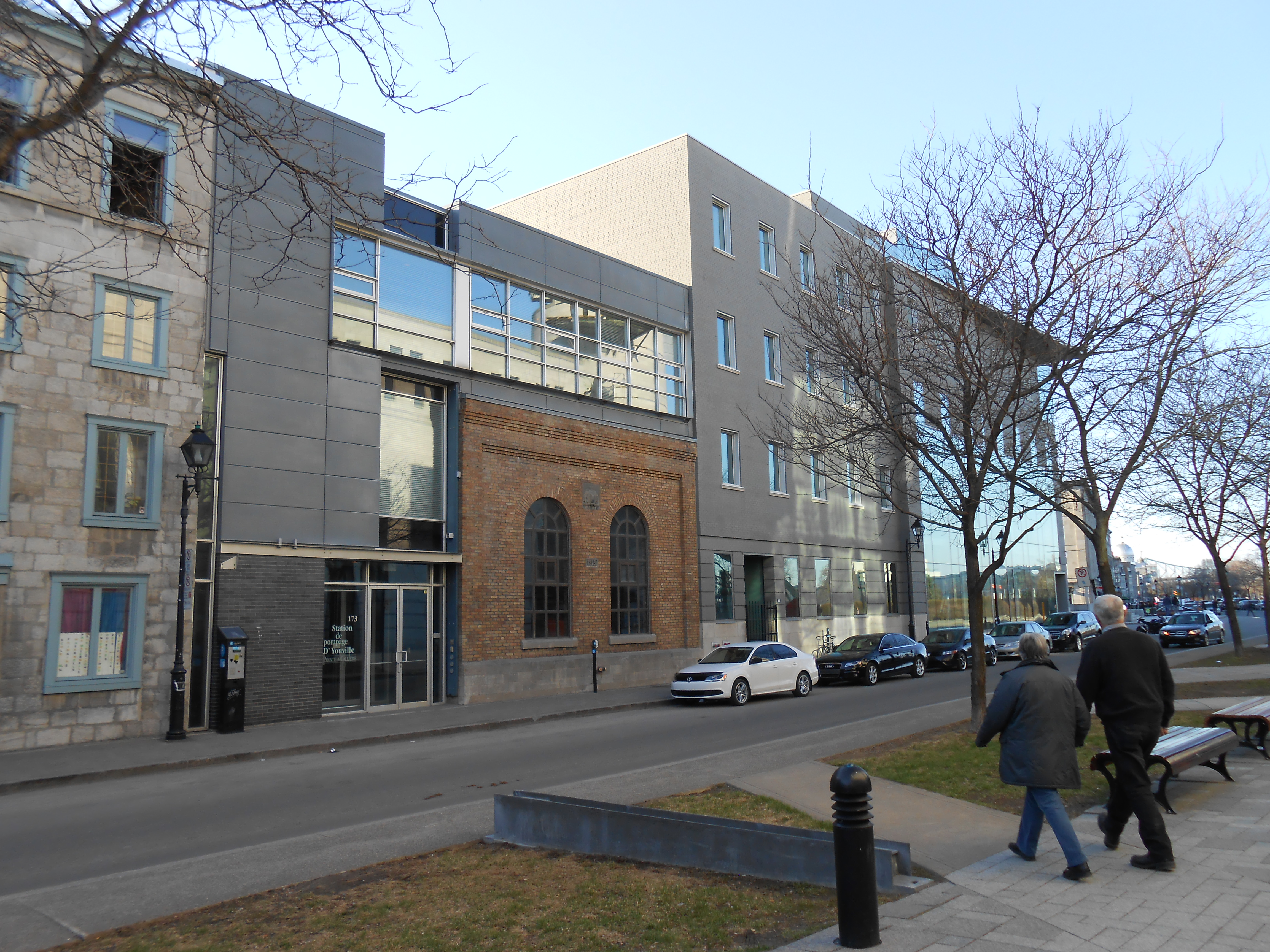
Station Youville et Maison-des-Marins

Et depuis 2017 :
- vestiges du fort de Ville-Marie et du Château de Callière
- Collecteur de mémoires - l'égout collecteur William sur 110 mètres de long

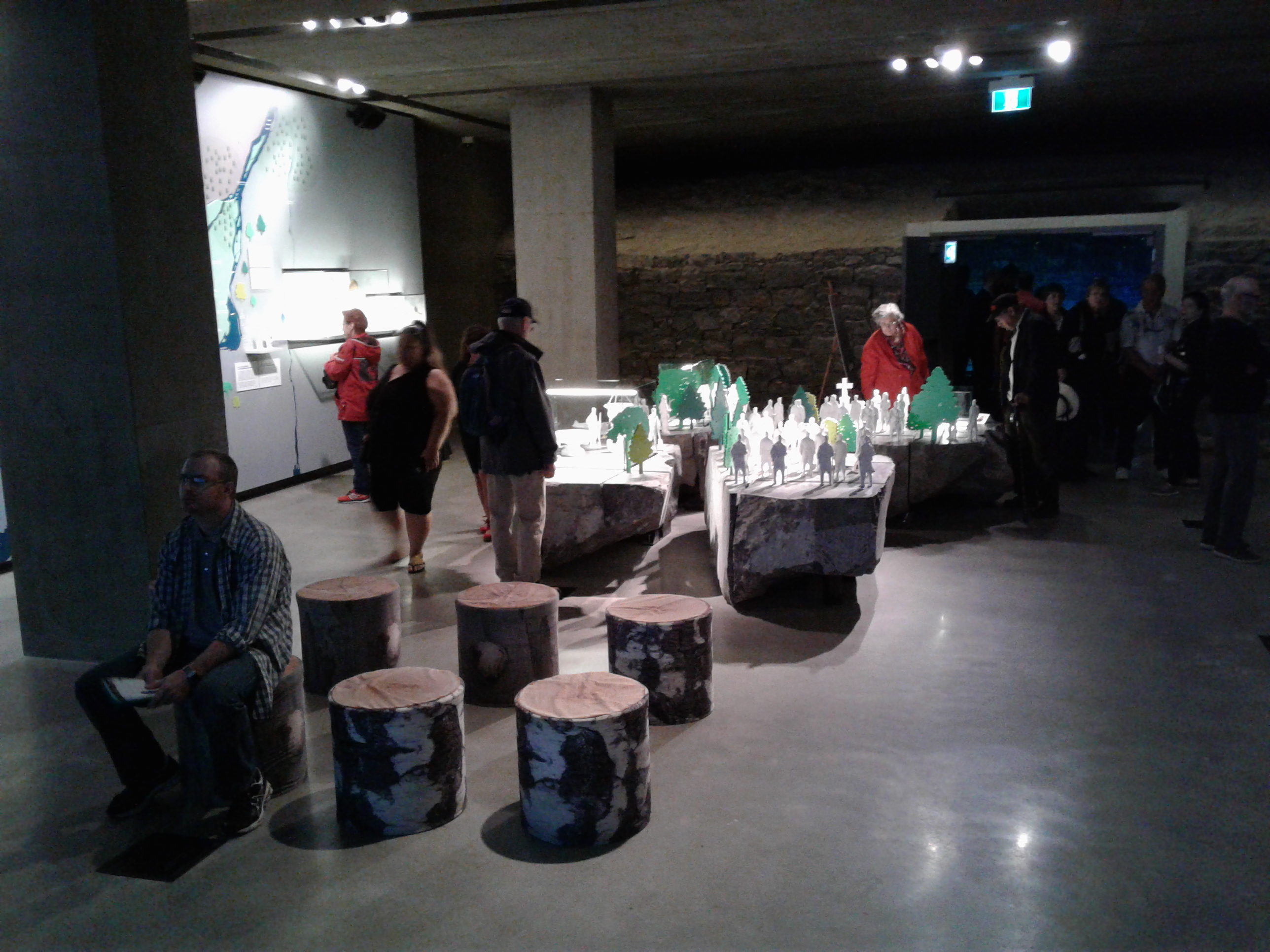
Fort de Ville-Marie
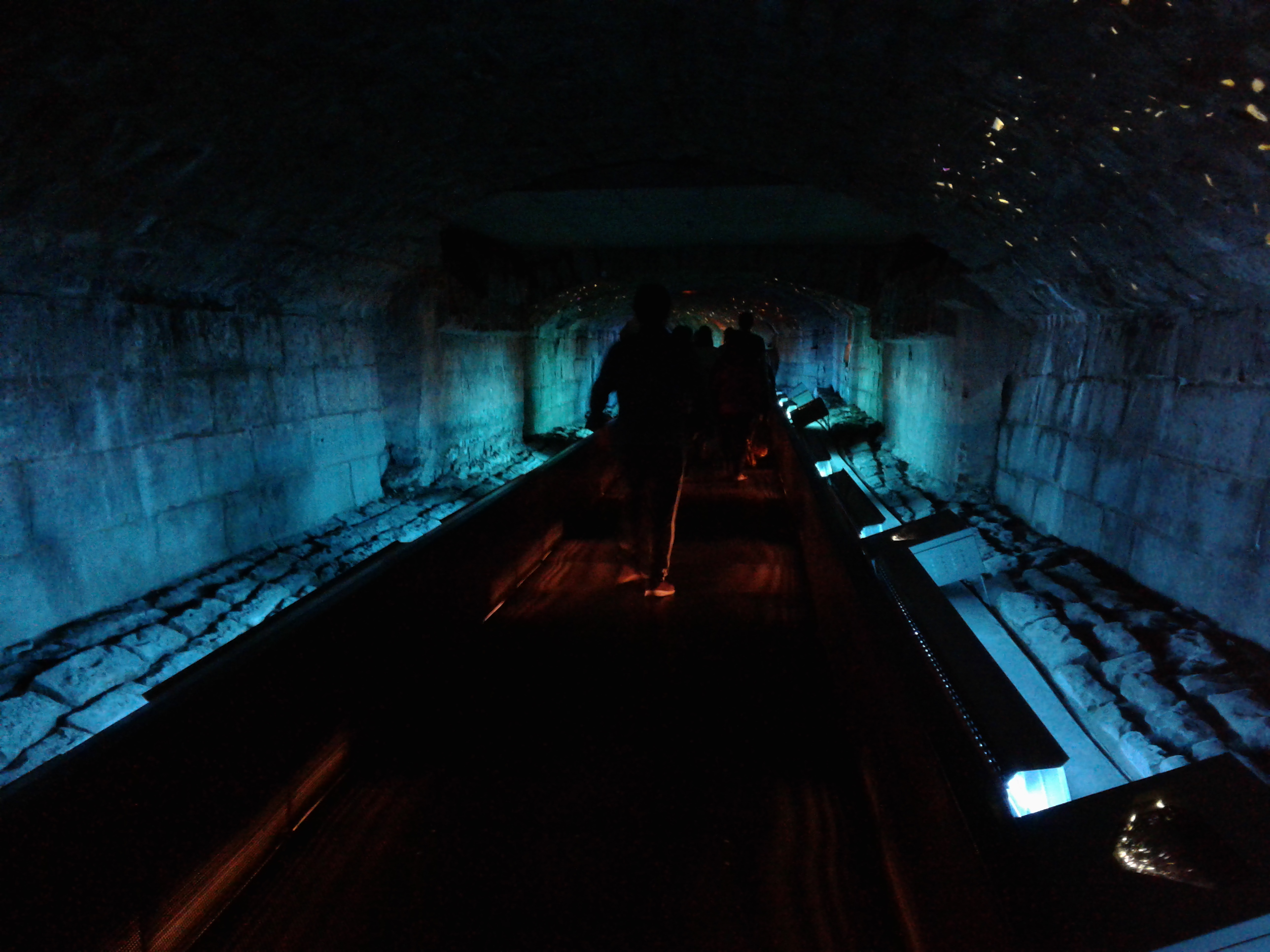
Collecteur de mémoires
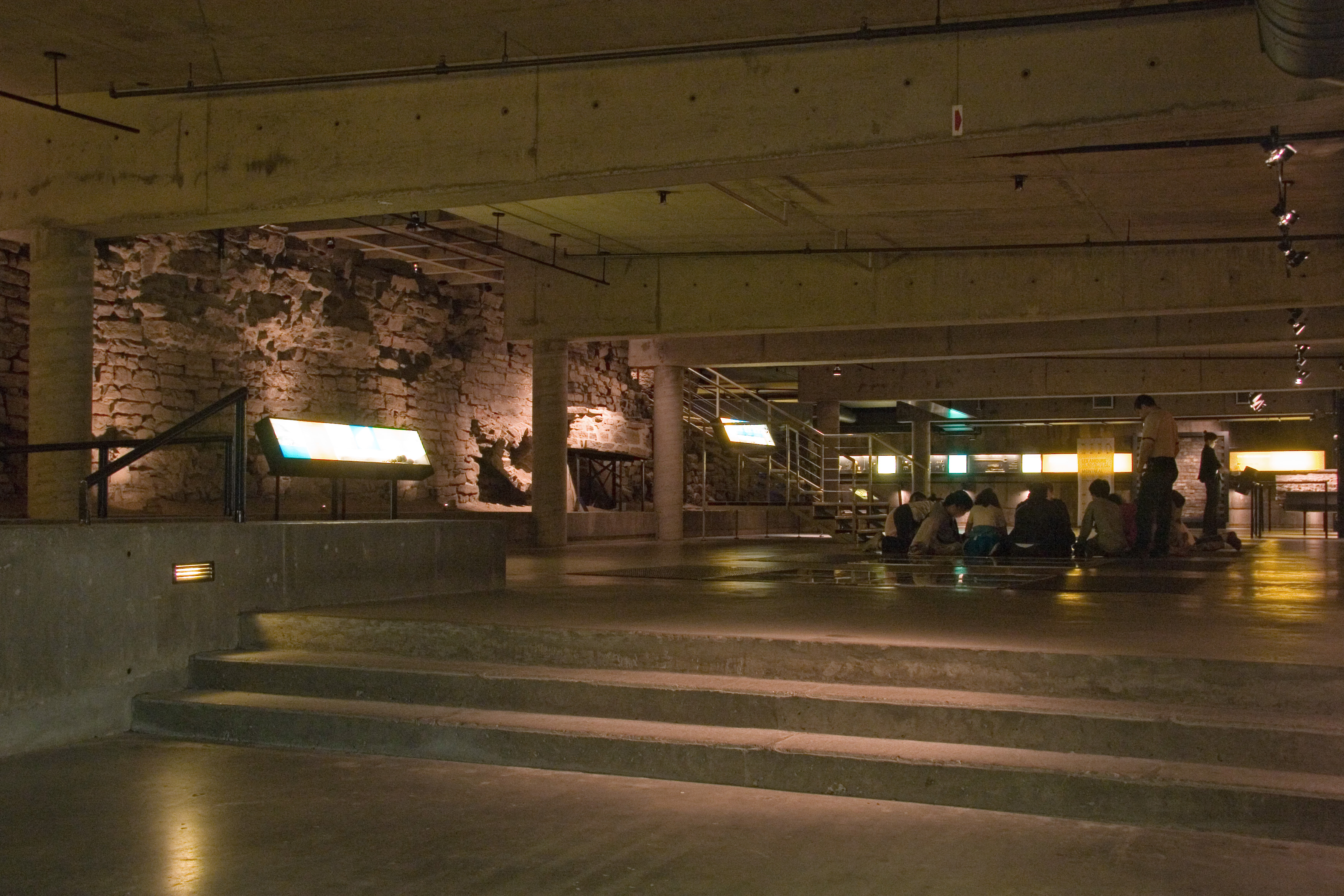
Sous-sol du musée et crypte archéologique

Le projet d'extension du musée, qui est devenu la « Cité d'archéologie et d'histoire de Montréal » en 2017, tend à regrouper onze lieux. À ceux déjà nommés s'ajouteront : 
- les vestiges du marché Sainte-Anne et du parlement du Canada-Uni,
- la Caserne centrale de pompiers, actuellement Centre d'histoire de Montréal
- l'ancien hôpital général de Montréal
- le sous-sol de l'immeuble de Douanes Canada[4].

À l'ouest de l'Éperon se trouve la place de la Grande-Paix.

## Expositions permanentes
- Ici a été fondée Montréal[5]
- Collecteur de mémoires[6]
- Les Bâtisseurs de Montréal[7]
- Montréal au cœur des échanges[8]
- Archéo-aventure[9]
- À l'abordage! Pirates ou Corsaires?[10]
- Spectacle multimédia Générations MTL[11]

## Expositions temporaires
- Le Monde en tête, la collection Antoine de Galbert (17 novembre 2022 au 12 mars 2023)[12]
- Un parlement sous vos pieds (15 mai au 1er novembre 2022)[13]
- Vikings — Dragons des mers du Nord (14 avril au 10 octobre 2022)[14]
- Coup de cœur! Nos collections s'exposent (24 février 2022 au 8 janvier 2023)[15]
- Place au cirque! (13 octobre 2021 au 6 mars 2022)[16]
- Montréal à l'italienne (10 mars 2021 au 16 janvier 2022)[17]
- Train, transporteur de rêves (4 décembre 2020 au 6 septembre 2021)[18]
- Les Incas... c'est le Pérou! (27 novembre 2019 au 30 septembre 2020)[19]
- À table ! Le repas français se raconte (6 juin au 14 octobre 2019)
- Dans la Chambre des merveilles (13 février 2019 au 3 janvier 2021)
- La Petite Vie (5 décembre 2018 au 28 avril 2019)
- Reines d'Égypte (10 avril au 4 novembre 2018)
- Passion : hockey (25 novembre 2017 au 11 mars 2018)
- Amazonie. Le chamane et la pensée de la forêt (20 avril 2017 au 22 octobre 2017)
- Expo 67 - Rendez-vous à Montréal ! (24 mars 2017 au 5 septembre 2017)
- Allô, Montréal! Les collections historiques de Bell (17 février 2017 au 7 janvier 2018)
- Terre d'Asie. La collection Sam et Myrna Myers (17 novembre 2016 au 19 mars 2017)
- Des chevaux et des hommes - La collection Émile Hermès, Paris (20 mai 2016 au 16 octobre 2016)
- Sur les traces d'Agatha Christie (8 décembre 2015 au 17 avril 2016)
- Les Aztèques, peuple du Soleil (30 mai 2015 au 25 octobre 2015)
- Neige (18 février 2015 au 3 janvier 2016)
- Expo Les Grecs - D'Agamemnon à Alexandre le Grand (12 décembre 2014 au 26 avril 2015)
- Marco Polo - Le fabuleux voyage (6 mai 2014 au 26 octobre 2014)
- Vies de Plateau (23 octobre 2013 au 4 janvier 2015)
- Les Routes du thé (30 avril 2013 au 29 septembre 2013)
- Les Beatles à Montréal (29 mars 2013 au 30 mars 2014)
- Les amours de Montréal (7 février 2005 au 24 juin 2013)
- Samouraïs - La prestigieuse collection de Richard Béliveau (17 mai 2012 au 31 mars 2013)
- Les Étrusques - Civilisation de l'Italie ancienne (23 juin au 25 novembre 2012)
- Couleurs de l'Inde (8 novembre 2011 au 22 avril 2012)
- À ta santé, César! Le vin chez les Gaulois (18 mai au 16 octobre 2011)
- La rue Sainte-Catherine fait la une ! (7 décembre 2010 au 24 avril 2011)
- Île de Pâques, le grand voyage (8 juin au 14 novembre 2010)
- Sur le chemin des légendes avec Jean-Claude Dupont (9 février au 16 mai 2010)
- Pirates, corsaires et flibustiers (20 mai 2009 au 3 janvier 2010)
- Costa Rica, terre de merveilles (4 novembre 2008 au 19 avril 2009)
- France, Nouvelle-France. Naissance d'un peuple français en Amérique (21 mai au 12 octobre 2008)
- 1837 - 1838 Rébellions - Patriotes vs Loyaux (6 novembre 2007 au 27 avril 2008)
- Premières Nations, collections royales de France (5 juin au 14 octobre 2007)
- Iroquoiens du Saint-Laurent, peuple du maïs (7 novembre 2006 au 6 mai 2007)
- Japon (16 mai au 15 octobre 2006)
- Jules Verne, le roman de la mer (1er novembre 2005 au 20 avril 2006)
- Rencontres en Gaule romaine  (17 mai au 9 octobre 2005)
- Lumières sur le Vieux-Montréal (2 novembre 2004 au 24 avril 2005)
- Océanie (18 mai au 17 octobre 2004)
- Rêves et réalités au canal de Lachine (25 novembre au 25 avril 2004)
- L'archéologie et la Bible – Du roi David aux manuscrits de la mer Morte (17 juin au 2 novembre 2003)
- VARNA – Premier or du monde, secrets anciens. Collection du Musée de Varna, Bulgarie (27 novembre 2002 au 25 mai 2003)
- Saint-Laurent, la Main de Montréal (17 avril au 27 octobre 2002)
- Mystères des Mochicas du Pérou (10 octobre 2001 au 24 mars 2002)
- 1701 La Grande Paix de Montréal (2 mai au 16 septembre 2001)
- Africa Musica! Une exploration d'une collection du Museo Pigorini (18 octobre 2000 au 8 avril 2001)
- 1690 L'attaque de Québec : Une épave raconte (19 avril au 24 septembre 2000)
- Trésors d’Italie du Sud. Basilicate, terre de lumière (15 septembre 1999 au 26 mars 2000)
- Montréal, par ponts et traverses (24 mars au 22 août 1999)
- Art et archéo : de jeunes Lyonnais exposent au Musée (30 octobre 1998 au 3 janvier 1999)
- Trésors des steppes d'Ukraine (7 octobre 1998 au 21 février 1999)
- L'usure du temps. La restauration des objets du patrimoine de France  (5 mai au 13 septembre 1998)
- Crucifixion : un témoin archéologique unique de Jérusalem (11 mars au 31 août 1998)
- Bannique, baguette, bagel. Les pains de Montréal (6 octobre 1997 au 12 avril 1998)
- Abitibiwinni. 6 000 ans d’histoire (17 juin au 14 septembre 1997)
- Art et archéo (8 avril au 6 juin 1997)
- Chypre antique. 8 000 ans de civilisation (16 octobre 1996 au 16 mars 1997)
- Les porteurs de rêve. L’émergence du cinéma québécois (20 juin au 22 septembre 1996)
- Purement étonnante. L’histoire des égouts et des aqueducs (6 février au 25 mai 1996)
- Vitrines, histoires d’étalages (9 mai 1995 au 7 janvier 1996)
- Le Port de Pierre Bourgault, Gilles Vigneault et Helmut Lipsky (8 février au 16 avril 1995)
- L’os et la bouteille. Fragments d’histoires (21 septembre 1994 au 15 janvier 1995)
- Objet vs Objet : l’archéologie dans l’imaginaire (17 mai au  5 septembre 1994)
- Ville miniature. Montréal en maquettes (15 février au 24 avril 1994)
- Montréal, ville plurielle (17 juin 1993 au 16 janvier 1994)
- Art et archéo : des jeunes exposent…  (12 au 23 mai 1993)
- Album d’images. La fondation de Montréal (17 mai 1992 au 2 mai 1993)

## Maison-des-Marins

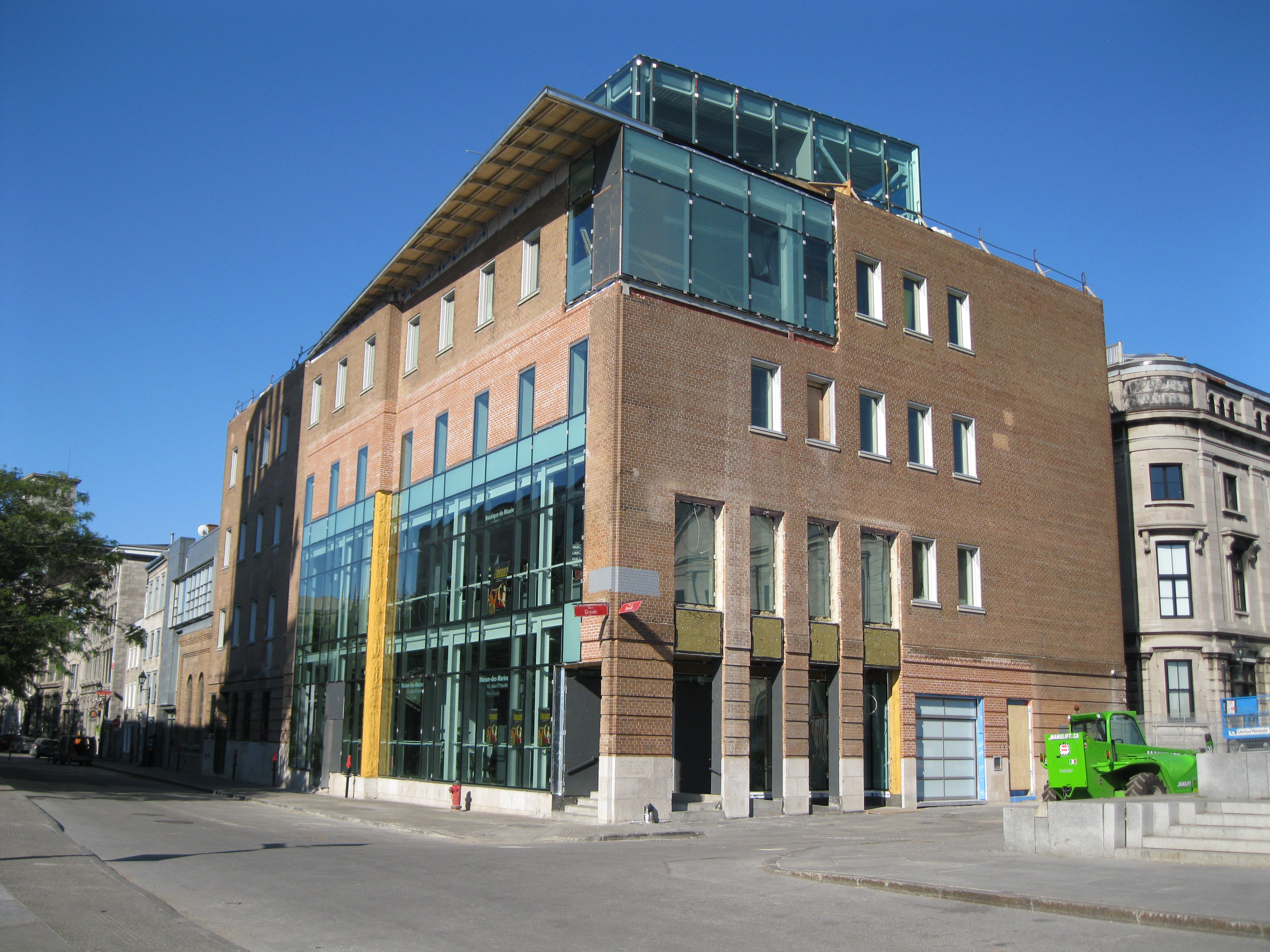
Maison-des-Marins

En mai 2010, le Maire de Montréal Gérald Tremblay et la Ministre de la Culture, des Communications et de la Condition féminine (MCCCF), Christine Saint-Pierre annonçaient un investissement de $ 22,5 millions pour l'agrandissement du musée.
Ce projet comprend un volet archéologique avec fouilles d'une partie des vestiges du marché Sainte-Anne, devenu le parlement du Canada-Uni et du secteur de la Maison-des-Marins. Il comprend aussi un volet immobilier avec la réhabilitation et la mise en valeur de la Maison-des-Marins, inauguré en septembre 2012 et nommé l'Espace Archéo-Jeunes, un lieu consacré à l'éducation et à la sensibilisation.

## Directrice
- Anne-Élisabeth Thibault 2021
- Francine Lelièvre 1992-2021

« Pointe-à-Callière, musée d'archéologie et d'histoire de Montréal, veut aider les Montréalais à saisir la force d'attraction de Montréal qui a été, est et sera encore un lieu de convergence des populations et des cultures se rencontrant dans le jeu complexe des emprunts et des adaptations. »

— Francine Lelièvre

## Prix et distinctions
- Lauréat Or des Grands Prix du tourisme québécois 2010 dans la catégorie : Attractions touristiques de plus de 100 000 visiteurs[22].
- Médaille du Gouverneur Général du Canada, 1994[3]
- Grand Prix d'excellence, Ordre des architectes du Québec, 1993[3]
- Prix Orange, Société Sauvons Montréal, 1992[3]